# Andrew Moran
Andrew Moran (Dublino, 15 ottobre 2003) è un calciatore irlandese, centrocampista del Brighton e della nazionale irlandese.

## Carriera

### Club
Moran è cresciuto nel settore giovanile del Bray Wanderers con cui ha debuttato il 16 agosto 2019 nell'incontro di First Division pareggiato 3-3 contro il Cobh Ramblers. Ha segnato il suo primo gol il 28 febbraio 2020 contro il Wexford Youths.
Nel luglio del 2020 è stato acquistato dal Brighton che lo ha assegnato alla propria squadra Under-18. Ha debuttato in prima squadra il 26 agosto 2021 nell'incontro di Football League Cup vinto 2-0 contro il Cardiff City, mentre oltre un anno dopo, il 3 gennaio 2023, ha debuttato Premier League nell'incontro vinto 4-1 contro l'Everton.
Il 26 agosto 2023 è stato ceduto in prestito per una stagione al Blackburn, club della seconda divisione inglese, con cui ha realizzato 2 reti in 35 partite di campionato disputate. Il 16 agosto 2024 è passato con la stessa formula allo Stoke City, sempre in seconda divisione.

### Nazionale
Ha giocato nelle nazionali giovanili irlandesi Under-19 ed Under-21.
Ha esordito con la nazionale maggiore irlandese il 21 novembre 2023 nell'amichevole pareggiata 1-1 contro la Nuova Zelanda.

## Statistiche

### Presenze e reti nei club
Statistiche aggiornate al 17 novembre 2024
| Stagione              | Squadra               | Campionato            | Campionato | Campionato | Coppe nazionali | Coppe nazionali | Coppe nazionali | Coppe continentali | Coppe continentali | Coppe continentali | Altre coppe | Altre coppe | Altre coppe | Totale | Totale | Totale |
| Stagione              | Squadra               | Comp                  | Pres       | Reti       | Comp            | Pres            | Reti            | Comp               | Pres               | Reti               | Comp        | Pres        | Reti        | Pres   | Reti   |        |
| --------------------- | --------------------- | --------------------- | ---------- | ---------- | --------------- | --------------- | --------------- | ------------------ | ------------------ | ------------------ | ----------- | ----------- | ----------- | ------ | ------ | ------ |
| 2019                  | Bray Wanderers        | 1D                    | 2          | 0          | CI              | 0               | 0               | -                  | -                  | -                  | -           | -           | -           | 2      | 0      |        |
| 2020                  | Bray Wanderers        | 1D                    | 1          | 1          | CI              | 0               | 0               | -                  | -                  | -                  | -           | -           | -           | 1      | 1      |        |
| Totale Bray Wanderers | Totale Bray Wanderers | Totale Bray Wanderers | 3          | 1          |                 | 0               | 0               |                    | -                  | -                  |             | -           | -           | 3      | 1      |        |
| 2021-2022             | Brighton              | PL                    | 0          | 0          | FACup+CdL       | 0+1             | 0               | -                  | -                  | -                  | -           | -           | -           | 1      | 0      |        |
| 2022-2023             | Brighton              | PL                    | 1          | 0          | FACup+CdL       | 0+1             | 0               | -                  | -                  | -                  | -           | -           | -           | 2      | 0      |        |
| 2023-2024             | Blackburn             | FLC                   | 35         | 2          | FACup+CdL       | 3+3             | 0+2             | -                  | -                  | -                  | -           | -           | -           | 41     | 4      |        |
| 2024-2025             | Stoke City            | FLC                   | 13         | 2          | FACup+CdL       | 0+3             | 0               | -                  | -                  | -                  | -           | -           | -           | 16     | 2      |        |
| Totale carriera       | Totale carriera       | Totale carriera       | 52         | 5          |                 | 11              | 2               |                    | -                  | -                  |             | -           | -           | 63     | 7      |        |

### Cronologia presenze e reti in nazionale
| Cronologia completa delle presenze e delle reti in nazionale ― Irlanda | Cronologia completa delle presenze e delle reti in nazionale ― Irlanda | Cronologia completa delle presenze e delle reti in nazionale ― Irlanda | Cronologia completa delle presenze e delle reti in nazionale ― Irlanda | Cronologia completa delle presenze e delle reti in nazionale ― Irlanda | Cronologia completa delle presenze e delle reti in nazionale ― Irlanda | Cronologia completa delle presenze e delle reti in nazionale ― Irlanda | Cronologia completa delle presenze e delle reti in nazionale ― Irlanda |
| Data                                                                   | Città                                                                  | In casa                                                                | Risultato                                                              | Ospiti                                                                 | Competizione                                                           | Reti                                                                   | Note                                                                   |
| ---------------------------------------------------------------------- | ---------------------------------------------------------------------- | ---------------------------------------------------------------------- | ---------------------------------------------------------------------- | ---------------------------------------------------------------------- | ---------------------------------------------------------------------- | ---------------------------------------------------------------------- | ---------------------------------------------------------------------- |
| 11-6-2024                                                              | Dublino                                                                | Irlanda                                                                | 1 – 1                                                                  | Nuova Zelanda                                                          | Amichevole                                                             | -                                                                      | 78’                                                                    |
| 17-11-2024                                                             | Londra                                                                 | Inghilterra                                                            | 5 – 0                                                                  | Irlanda                                                                | UEFA Nations League 2024-2025 - 1º turno                               | -                                                                      | 77’                                                                    |
| 6-6-2025                                                               | Dublino                                                                | Irlanda                                                                | 1 – 1                                                                  | Senegal                                                                | Amichevole                                                             | -                                                                      | 80’                                                                    |
| Totale                                                                 |                                                                        | Presenze                                                               | 3                                                                      |                                                                        | Reti                                                                   | 0                                                                      |                                                                        |